# اس‌اس البه (۱۸۸۱)
اس‌اس البه (۱۸۸۱) (به انگلیسی: SS Elbe (1881)) یک کشتی بود که طول آن ۴۱۶٫۵ فوت (۱۲۶٫۹ متر) بود. این کشتی در سال ۱۸۸۱ ساخته شد.